# 그림자 (2007년 영화)
"그림자"는 2007년에 개봉한 대한민국의 영화이다.

## 캐스팅
- 이무생 : 기무라 / 유재진 역
- 전보영 : 논개 / 주영신 역
- 명승훈 : 최경희 / 최승훈 역
- 신철진 : 산장지기 역
- 정인지 : 유령 역
- 이희준 : 부장 역
- 최종률 : 군의관 역
- 한예리 : 어린 관기 역
- 박채연 : 자살하는 관기 역
- 송지숙 : 관기 역
- 강지혜 : 관기 역
- 한소민 : 관기 역
- 박수정 : 관기 / 무희 역
- 최민호 : 아이 역
- 김선희 : 무희 역
- 오창경 : 부관 역